# 第一次世界大戰參戰國列表

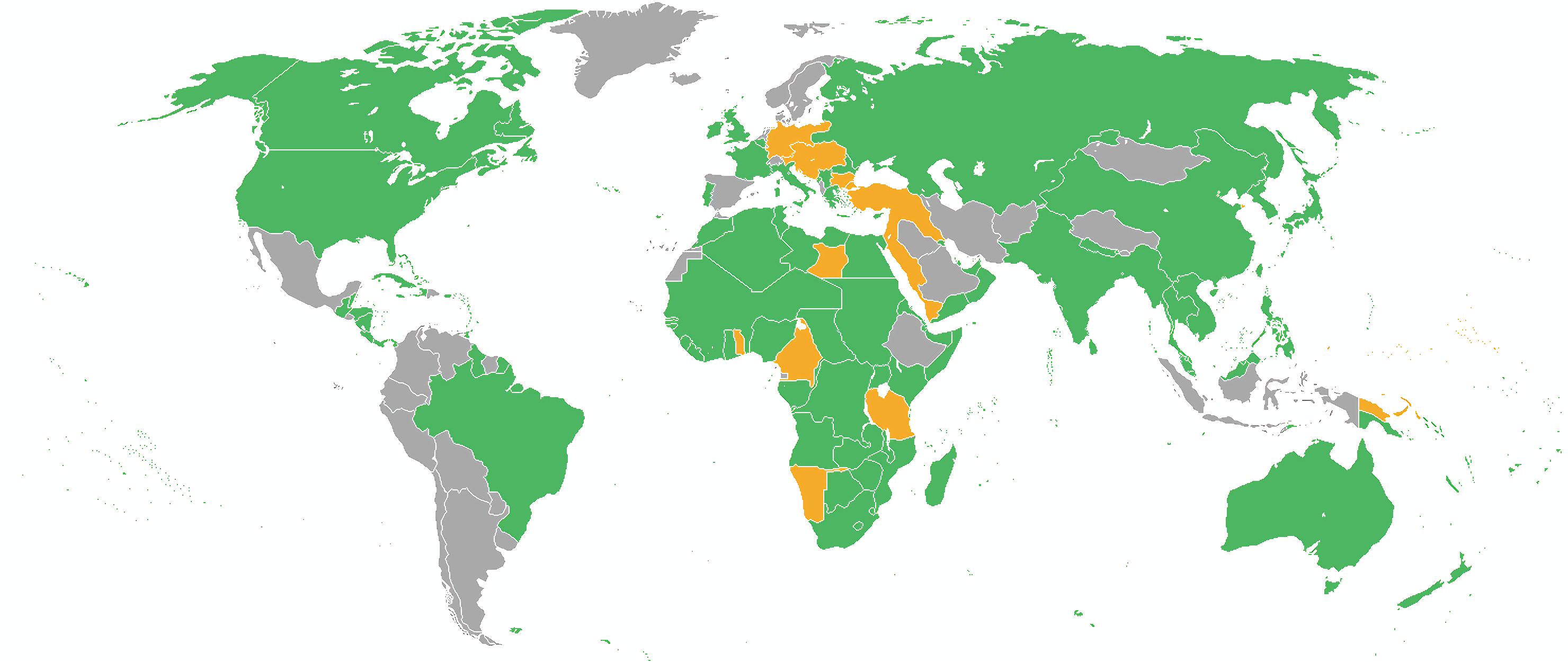
协约国及其殖民地是绿色；同盟国及其殖民地和盟友是黄色；中立国是灰色。

第一次世界大戰參戰國主要分為協約國和同盟國。

## 協約國
- 塞爾維亞王國
- 俄罗斯帝国（1917年11月退出）
- 法蘭西共和國 （包括法国殖民地）
- 比利時王國 （包括比利時殖民地）
- 大英帝国
  -  大不列颠及爱尔兰联合王国
  -  大英帝國自治領
    -  英属澳大利亚
    -  英属加拿大
    -  英属印度
    -  英属紐西蘭
    -  英属紐芬蘭
    -  英属南非
- 日本
- 中華民國（1917年7月加入）
- 義大利王国（1915年4月加入）
- 羅馬尼亞王國（1916年8月加入）
- 美利坚合众国（1917年4月加入）
- 希臘王國（在1917年5月加入）
- 葡萄牙共和国（包括葡萄牙殖民地）

（及其他）

## 同盟國
- 德意志帝國
- 奥匈帝国
- 奥斯曼帝国
- 保加利亞王國